# Ткаченко Руслан Євгенович
Руслан Євгенович Ткаченко (нар. 16 серпня 2006, Харків, Україна) — український футболіст, правий захисник харківського «Металіста 1925».

## Життєпис
Народився в Харкові. В юнацькому чемпіонаті Харківської області та ДЮФЛУ виступав за місцеві клуби «Металіст-2», «Схід», УФК та «Металіст 1925».
Дорпослу футбольну кар'єру розпочав 2022 року в складі аматорського польського клубу «Пясковянка». 12 серпня 2023 року став гравцем «Металіста 1925», за який виступав у юнацькому чемпіонаті України серед клубів Прем'єр-ліги. За першу команду харків'ян дебютував 27 вересня 2023 року в програному (0:3) домашньому поєдинку кубку України проти полтавської «Ворскли». Руслан вийшов на поле на 86-й хвилині замість Михайла Рудавського. Вперше до заявки на поєдинок Прем'єр-ліги України потрапив 12 травня 2024 року, на програний (0:3) виїзний матч 28-го туру проти одеського «Чорноморця», але просидів усі 90 хвилин на лаві запасних. У травні 2024 року 2 рази потрапляв до заявок на матчі УПЛ, але в жодному з них на полі не з'являвся. Сезон 2024/25 років розпочав з тренувань з першою командою, проте ігрову практику отримував у резервній команді. Дебютував за дублюючий склад «Металіста 1925» 8 серпня 2024 року в програному (2:8) виїзному поєдинку 1-го туру групи Б Другої ліги України проти «Чернігова». Ткаченко вийшов на поле в стартовому складі та відіграв увесь матч. У сезоні 2024/25 років 7 разів потрапляв на заявки першої команди, але в жодному з них на поле не виходив. Натомість провів 11 матчів (2 голи) за «Металіст 1925-2».